# Marie-Agnès Grall-Menet
Marie-Agnès Grall-Menet (née Marie-Agnès Menet à Lille en 1954), est une organiste et professeure de musique française.

## Biographie

### Jeunesse et formation
Marie-Agnès Grall-Menet commence le piano à l'âge de sept ans, au conservatoire de Lille. Puis, elle découvre l'orgue par son père, organiste amateur et entre dans la classe de Jeanne Joulain,. Après un déménagement familial, elle entre au conservatoire de Versailles où elle poursuit le piano avec Madeleine Chacun, et l'orgue avec Jean Langlais à la Schola Cantorum, avant d'entrer au Conservatoire national supérieur de musique et de danse de Paris, où elle obtient les premiers prix d'orgue (1978) et de fugue (1983), ainsi que le 2e prix (1981) de contrepoint dans les classes de Rolande Falcinelli, Michel Merlet, Jean-Paul Holstein et Pierre Lantier. Elle se perfectionne également avec Michel Chapuis et André Isoir, pour l'interprétation, et avec Daniel Roth, pour l'improvisation. Lauréate de concours, elle obtient le prix de piano Bach-Albert Levêque et le 1er prix international d'orgue Albert-Schweitzer à Deventer (Pays-Bas) en 1980.

### Carrière
A l'âge de 17 ans, elle est titulaire de l'orgue de Notre-Dame d'Espérance à Paris XIe et depuis 1989, titulaire du grand orgue de Saint-Nicolas-du-Chardonnet, et coordonnatrice des concerts spirituels d'orgue.
Par ailleurs, elle est professeure d'orgue et piano, ainsi qu'accompagnatrice de la classe de chant au Conservatoire Maurice Baquet de Noisy-le-Grand, de 1981 à 2003.
Elle donne de nombreux récitals à l'orgue de Saint-Nicolas,, mais également en rendant hommage à Jeanne Demessieux pour les 50 ans après sa mort, à la Madeleine, à Solliès-Toucas (Var), à la cathédrale Saint-Nazaire de Béziers et à Notre-Dame de Paris, lors des auditions d’orgue du samedi soir. Elle se produit également en concerts à l'étranger.

## Famille
Elle a quatre enfants, dont deux sont musiciens : Jean-Christophe Grall, violoniste à l'Opéra de Paris et Sébastien Grall, altiste à l'Orchestre symphonique de Québec, au Canada.

## Compositions
- Salve Regina (2007-2009 Gaillard/Aubertin) de Saint-Nicolas du Chardonnet — créé le 8 novembre 2009, pour l'inauguration du grand orgue restauré. (BNF 45433678)[11]
- Variations sur Puer natus in Bethlehem (éditions Delatour DLT2715, 2017) (OCLC 1022924873), (ISMN 979-0-2321-1561-0) — créé à Paris, le 25 décembre 2013.
- Salut, Ô Reine, dans L'orgue contemporain pour les premières années. Vol. 3 (Delatour, 2018) (BNF 45543693). Préface d'Olivier Latry.

## Discographie
- Transcriptions pour orgue (Bach, Mozart, Vivaldi, Tchaïkovsky, Soler…), et les Quarante pièces d'orgue du Manuscrit de Versailles de Claude Balbastre, aux éditions Europart, 2007 (en 2 volumes) (BNF 41148602) et (BNF 41148616).
- Le Concerto de Balbastre et le Trio à trois mains, éditions Delatour, 2010 (OCLC 711039277).
- Lune d'Avril : Effusion médiévale- effusion baroque - Ferveur française, 2011.
- Concerts de Noël 2013-2014, double CD.
- Récital aux grandes orgues de l'église Saint-Nicolas-du-Chardonnet : Bach, Mozart, Berlioz, Saint-Saëns, Langlais, Franck, Widor… (Production Appassionato - Dominico Severin) (2019, Clovis Éditions 32020).

### CD-Rom audio
- L'orgue de Saint-Nicolas, un joyau à restaurer : Œuvres de Jullien, Bach, Vivaldi, Walther, Cocker, Langlais, Karg-Elert.
- Restauration-inauguration, 7 et 8 novembre 2009[12]. Extraits de la messe Pontificale chœur et 2 orgues, 4 improvisations du facteur d'orgue, extraits du concert inaugural donné par l'organiste titulaire Marie-Agnès Grall-Menet (Œuvres de Marchand, Balbastre, Bach, Kerll, Concerto RV406 de Vivaldi transcrit par Guillou, Toccata de Gigout, Carillon de Westminster de Louis Vierne).